# 以色列—蘇丹和平協議
以色列－蘇丹和平協議（英語：Israel–Sudan normalization agreement）是一項於2020年10月23日達成的協議，涉及蘇丹承認以色列和建立全面外交關係。該協議是在巴林和阿拉伯聯合酋長國於2020年9月與以色列簽署和平協議之後達成的。這使蘇丹成為第五個承認以色列的阿拉伯國家，僅次於1979年的埃及、1994年的約旦以及2020年的巴林和阿拉伯聯合酋長國。與後兩者不同，蘇丹在所有阿拉伯-以色列的主要戰爭中都派遣部隊與以色列軍隊作戰，並將以色列視為敵國。

## 過程
2020年10月24日美國白宮宣布，在總統川普的促成下，以色列與蘇丹達成和平協議，這也是川普繼阿拉伯聯合大公國和巴林後，再度撮合以色列與阿拉伯國家關係正常化。以色列和蘇丹將就農業、經濟、貿易、航空、移民等議題協商合作協議，蘇丹是超過25年來，與以色列關係正常化的第5个阿拉伯國家。

## 反應

### 支持方
- 加拿大：外交大臣商鵬飛在推特上說：“加拿大歡迎以色列和蘇丹之間的正常化。該協定是向前邁出的積極一步，將有助於增進該地區所有人的穩定，安全和機會。” [4]

- 埃及：埃及總統阿卜杜勒-法塔赫·塞西對兩國達成的關係正常化的協議表示讚賞。他還歡迎美國、蘇丹和以色列為使關係正常化所作的共同努力。[5]

- 美国：美國總統唐納·川普在推特上說，兩國關係的正常化是“對美國和世界和平的巨大勝利”。他補充說：“還會有更多！”[6]

- 阿联酋：外交部欢迎两国关系正常化，并表示该决定“是促进该地区安全与繁荣的重要一步……（并将）扩大经济，商业，科学和外交合作的范围。”

### 反對方
- 伊朗：伊朗外交部譴責「蘇丹與猶太復國主義政權關係正常化」並強調，支持恐怖主義的國家名單如美國的反恐戰爭一樣虛偽。[7]

- 巴勒斯坦國：巴勒斯坦总统府於10月23日晩上发表声明谴责和拒绝苏丹与以色列实现关系正常化。并表示苏丹与以色列实现关系正常化“违反了阿盟首脑会议决议、阿拉伯和平倡议以及联合国安理会第1515号决议精神[8]。”